# San Silvestro a mare
La San Silvestro a mare è una gara internazionale di nuoto che si svolge tutti gli anni a Catania il 31 dicembre, presso il porticciolo di Ognina.

## Storia
La gara, la cui prima edizione venne tenuta nel 1960, per iniziativa del pallanuotista Lallo Pennisi, è giunta, nel 2011, alla sua 52ª edizione e prevede partecipanti di ogni fascia d'età e di varie nazioni (soprattutto l'Ungheria: quattro ungheresi hanno vinto altrettante edizioni negli anni ottanta-novanta). Negli anni 2000 altri tre loro connazionali hanno vinto la gara. Tra i partecipanti, si ricorda l'ex commissario tecnico del Settebello Sandro Campagna, vincitore dell'edizione 1979 e, nel 2022, l'astronauta Luca Parmitano. Nel 2002 partecipò per l'ultima volta Chico Scimone, all'età di 91 anni.

## Albo d'oro[3]
- 1960 - Salvo Faro
- 1961 - Rita Giarrusso
- 1962 - Lallo Pennisi
- 1963 - Lallo Pennisi
- 1964 - Gaetano Garozzo
- 1965 - Armando Maugeri
- 1966 - Sergio Alibertini
- 1967 - Nicola Gasparri
- 1968 - Sergio Alibertini
- 1969 - Salvatore Gangemi
- 1970 - Armando Gangemi
- 1971 - Sergio Alibertini
- 1972 - Valerio Anzon
- 1973 - Antonio Arrigo
- 1974 - Carlo Scuderi
- 1975 - Carlo Scuderi
- 1976 - Salvo Scebba
- 1977 - Carlo Scuderi
- 1978 - Carlo Scuderi
- 1979 - Sandro Campagna
- 1980 - Adolfo Veroux
- 1981 - Adolfo Veroux
- 1982 - Adolfo Veroux
- 1983 - Alfonso Musumeci
- 1984 - Alfonso Musumeci
- 1985 - Carmelo Cacia
- 1986 - Alfonso Musumeci
- 1987 - Carmelo Cacia
- 1988 - Carmelo Cacia
- 1989 - Tibor Kiss ( Ungheria)
- 1990 - Francesco Malato
- 1991 - Francesco Malato
- 1992 - Gabor Szabo ( Ungheria)
- 1993 - Davide Scavuzzo
- 1994 - Marco Conti
- 1995 - Francesco Malato
- 1996 - Marco Conti
- 1997 - Tamas Bessenyei ( Ungheria)
- 1998 - Tamas Nitsovits ( Ungheria)
- 1999 - Marco Conti
- 2000 - Francesco Aldisio
- 2001 - Gabriele Paratore
- 2002 - Salvatore Piazza
- 2003 - Gabriele Paratore
- 2004 - Daniel Ferku ( Ungheria)
- 2005 - Andrea Garady ( Ungheria)
- 2006 - Aurelio Scebba
- 2007 - Bence Toth ( Ungheria)
- 2008 - Marco Conti
- 2009 - Francesco Aldisio
- 2010 - Marco Toldonato[1]
- 2011 - Marco Toldonato[2]
- 2012 - Angelo Sciacca
- 2013 - edizione dedicata alla memoria di Francesco Scuderi  (nessun vincitore)
- 2014 - Giovanbattista (Giovanni) Musumeci
- 2015 - Michele Cardinale
- 2016 - Michele Cardinale
- 2017 - Giovanbattista (Giovanni) Musumeci

[...]